# Курганова
Курга́нова (рос. Курганова) — присілок у складі Шуміхинського району Курганської області, Росія. Входить до складу Більшовицької сільської ради.
Населення — 28 осіб (2010, 58 у 2002).
Національний склад станом на 2002 рік: росіяни — 95 %.